# Juninho Souza
Júnior Aparecido Guimaro de Souza, mais conhecido como Juninho Souza, ou simplesmente Juninho (Rancharia, 28 de maio de 1989), é um futebolista brasileiro naturalizado timorense que atua como meia e atacante. Atualmente joga pelo Fast Clube.

## Carreira
Juninho começou sua carreira como jogador no São Paulo aos 16 anos de idade. Ele assinou um contrato aos 17 anos e fez parte do time de juniores São Paulo vice campeão da Copa São Paulo de Futebol Júnior. Não chegou a jogar pela equipe principal do São Paulo. Depois disto sem muito espaço em 2010 transferiu-se para o Cuiabá Esporte Clube por empréstimo. Juninho fez sua estreia e marcou seu primeiro gol em 18 de maio de 2010, em um jogo contra o Rio Branco valido pelo Campeonato Brasileiro Série C de 2010.
Em 25 de janeiro de 2012 Juninho se transferiu para o FC Botoșani da Romênia com contrato de um ano. Ele só fez nove partidas e marcou dois gols na Liga I, porem logo se lesionou. Logo após se recuperar fez um movimento surpresa e em 4 de junho de 2012 se transferiu para o BBCU Football Club para jogar a Liga Premier da Tailândia, em um contrato de seis meses a título de empréstimo.
Rapidamente ganhou os holofotes na Tailândia, marcando seis gols em sete jogos. em 2013 então, acertou com o Muangthong United outro clube da Liga Premier da Tailândia. Juninho pouco atuou, o clube estava com dificuldades para manter o jogador e então ele foi emprestado em 5 de março de 2013 para o FC Phuket, também da Tailândia onde se destacou, atuando em 18 jogos e marcando 7 gols.
Ainda no mesmo ano atuou por empréstimo pela equipe tailandesa TOT Sport Club, onde teve maior sequencia de jogos e novo destaque com boas atuações. Então em 2014, Juninho acertou sua ida para a equipe Selangor da Malásia, por duas temporadas. Contudo fez apenas sete jogos e marcou um gol. Neste mesmo ano retornou a Tailândia para jogar novamente pela equipe do TOT Sport Club.
Em 2015, o Avaí buscava um meio-campista de qualidade para fechar o elenco que disputaria o Campeonato Brasileiro de Futebol da Série A de 2015. O treinador da equipe Gilson Kleina indicou então Juninho, que foi formado pelo próprio treinador ainda na base do São Paulo. Chegou ao Avaí com status de estrela, e fez sua estreia no dia 27 de junho de 2015 em partida valida pelo Campeonato Brasileiro de 2015 contra o Grêmio.

## SeleçãoTimor-Leste
Juninho ganhou a oportunidade de atuar pela Seleção Timorense de Futebol, após se destacar no futebol asiático principalmente nas equipes da Tailândia. Recebeu a nacionalidade timorense em 2015 e logo foi convocado.

## Títulos
Cuiabá
- Campeonato Mato-Grossense: 2011